# Alexandre Fiodorovitch Ouvarov
Pour les autres membres de la famille, voir Famille Ouvarov.
Comte Alexandre Fiodorovitch Ouvarov. (En alphabet cyrillique : Граф Александр Фёдорович Уваров). Né en 1745, décédé le 26 novembre 1811. Lieutenant-général russe. Il prit part à la guerre russo-turque de 1768-1774, à la répression menée contre les confédérés polonais, à la guerre russo-turque de 1787-1791.

## Biographie

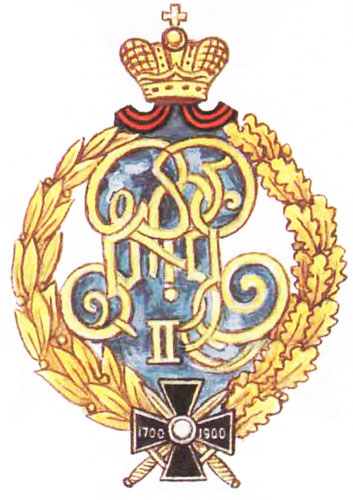
Insigne régimentaire du 81e Régiment d'Infanterie Apcheronski

Né en 1745, le comte Alexandre Fiodorovitch Ouvarov était issu d'une famille de la noblesse russe d'origine tatare. En 1748, il embrassa la carrière des armes, il fut inscrit au Régiment Semionovski.
En 1771, le comte fut engagé dans le conflit opposant la Russie impériale à l'Empire Ottoman, il prit part à plusieurs batailles. Le 26 décembre 1771, il fut élevé au grade de colonel en outre, le commandement du 81e Régiment d’infanterie Apcheronski lui fut confié. Le 26 novembre 1775, il lui fut décerné l'Ordre de Saint-Georges (4e classe) N° 219 sur la liste des récipiendaires de l'Ordre de Saint-Georges.
En 1774, le comte se distingua lors de la bataille pour la capture de la forteresse de Turcaia/Tutrakan et la bataille de Rouse (Bulgarie).
Après l'accord de paix signé le 21 juillet 1774, avec son régiment, le comte Ouvarov fut envoyé en Pologne, il prit part à la répression menée contre les Confédérés polonais.
Le 21 août 1776, Alexandre Fiodorovitch Ouvarov fut nommé vice-colonel du Régiment des Grenadiers de la Garde et le 19 mars 1777, il prit le commandement de ce régiment, en outre, Catherine II de Russie le nomma aide de camp de Sa Majesté l'Impératrice. En 1778, il fut promu brigadier général. En 1779, il fut élevé au grade de major-général. En janvier 1782, son frère, le comte Semion Fiodorovitch Ouvarov fut nommé commandant de la brigade des Grenadiers de la Garde.
Lors de la déclaration de guerre entre la Russie impériale et l'Empire ottoman, le comte fut promu lieutenant-général, mais, l'année suivante son état de santé se détériora, il quitta l'armée.
Le comte Alexandre Fiodorovitch Ouvarov décéda le 26 novembre 1811 à Moscou.

## Sources
- (ru) Cet article est partiellement ou en totalité issu de l’article de Wikipédia en russe intitulé « Уваров, Александр Фёдорович » (voir la liste des auteurs).